# Owl Ranch-Amargosa (Teksas)
Owl Ranch-Amargosa je naseljeno mjesto za statističke potrebe u američkoj saveznoj državi Teksas. Prema popisu stanovništva iz 2010. u njemu je živjelo. stanovnika.